# بالامحله گفشه
بالامحله گفشه، روستایی است از توابع بخش لشت نشا شهرستان رشت در استان گیلان ایران. 

## جمعیت
این روستا در دهستان گفشه لشت نشا قرار دارد و براساس سرشماری مرکز آمار ایران در سال ۱۳۸۵، جمعیت آن ۱۷۷۱ نفر (۵۰۰خانوار) بوده‌است.